# 張志潭
張 志潭（ちょう したん）は中華民国の政治家。北京政府の要人。字は遠伯。

## 事績
清の挙人で、内務部で職に就く。徐世昌が東三省総督となるとその秘書となった。1912年（民国元年）、北京総統府秘書に任命される。1914年（民国3年）7月から1916年（民国5年）7月まで、綏遠道尹をつとめた。1917年（民国6年）1月、内務部次長に昇進し、さらに外交委員会副会長となる。7月、国務院秘書長となり、さらに参戦事務処機要処長を兼ねた。1919年（民国8年）、陸軍部次長となる。
1920年（民国9年）8月、靳雲鵬で田文烈の後任として署理内務総長となる。その翌年5月には交通総長に任命され、顔恵慶臨時内閣・梁士詒内閣でもその任にあった。1921年（民国10年）12月、交通総長を辞任する。1923年（民国12年）、内国公債局総理に転じた。その翌年には財政整理委員会副会長を兼任している。1926年（民国15年）5月、顔慶恵内閣で交通総長に再任され、杜錫珪代理内閣・顧維鈞代理内閣でも在職した。翌年1月の辞任後に政界から引退した。
国民政府では、1933年（民国22年）に華北戦区救済委員会委員をつとめたことがある。晩年は、花卉の絵画に打ち込み、優れた作品を残している。
1946年（民国35年）、病没。享年64。